# Notiophilus aquaticus
Notiophilus aquaticus là một chi bọ cánh cứng thuộc họ Carabidae đặc hữu của miền Cổ bắc và miền Tân bắc. Ở châu Âu, nó được tìm thấy ở Andorra, Áo, Belarus, Bỉ, Bosna và Hercegovina, Quần đảo Anh, Bulgaria, Croatia, Cộng hòa Séc, mainland Đan Mạch, Estonia, Quần đảo Faroe, Phần Lan, chính quốc Pháp, Đức, Iceland, Ireland, chính quốc Ý, Kaliningrad, Latvia, Liechtenstein, Luxembourg, Cộng hòa Macedonia, Moldova, Bắc Ireland, mainland Na Uy, Ba Lan, Nga, Sardegna (doubtful), Sicilia, Slovakia, Slovenia, Chính quốc Tây Ban Nha, Thụy Điển, Thụy Sĩ, Hà Lan, Ukraina và Nam Tư.

## Hình ảnh

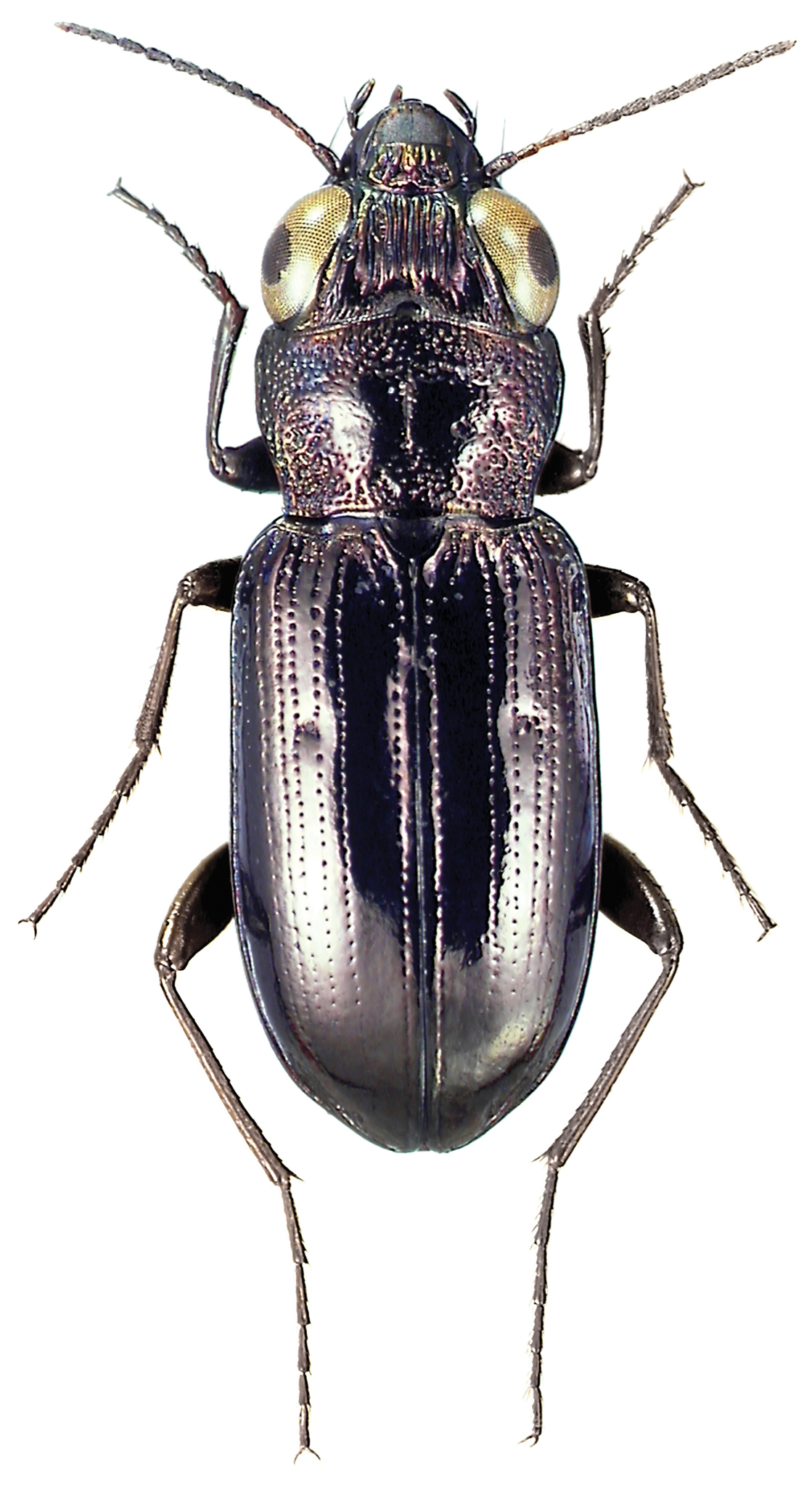
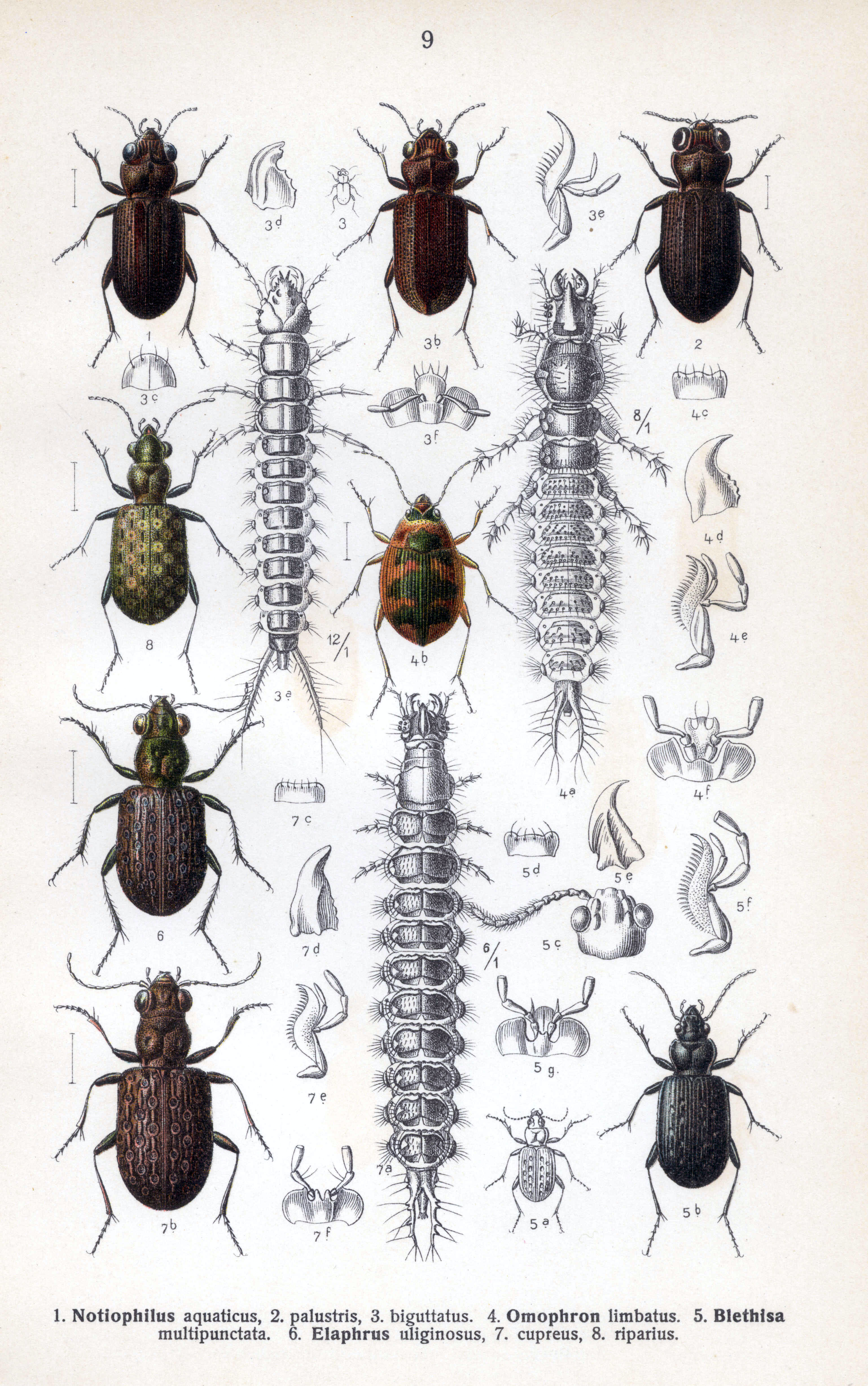